# Syspira tigrina
Syspira tigrina är en spindelart som beskrevs av Simon 1895. Syspira tigrina ingår i släktet Syspira och familjen sporrspindlar. Inga underarter finns listade i Catalogue of Life.